# Políedre dual

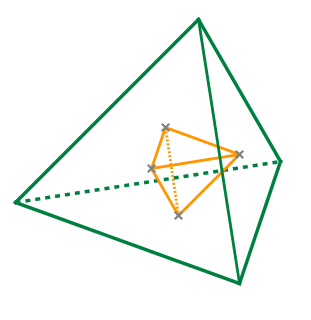
El dual d'un tetràedre és ... un tetràedre!

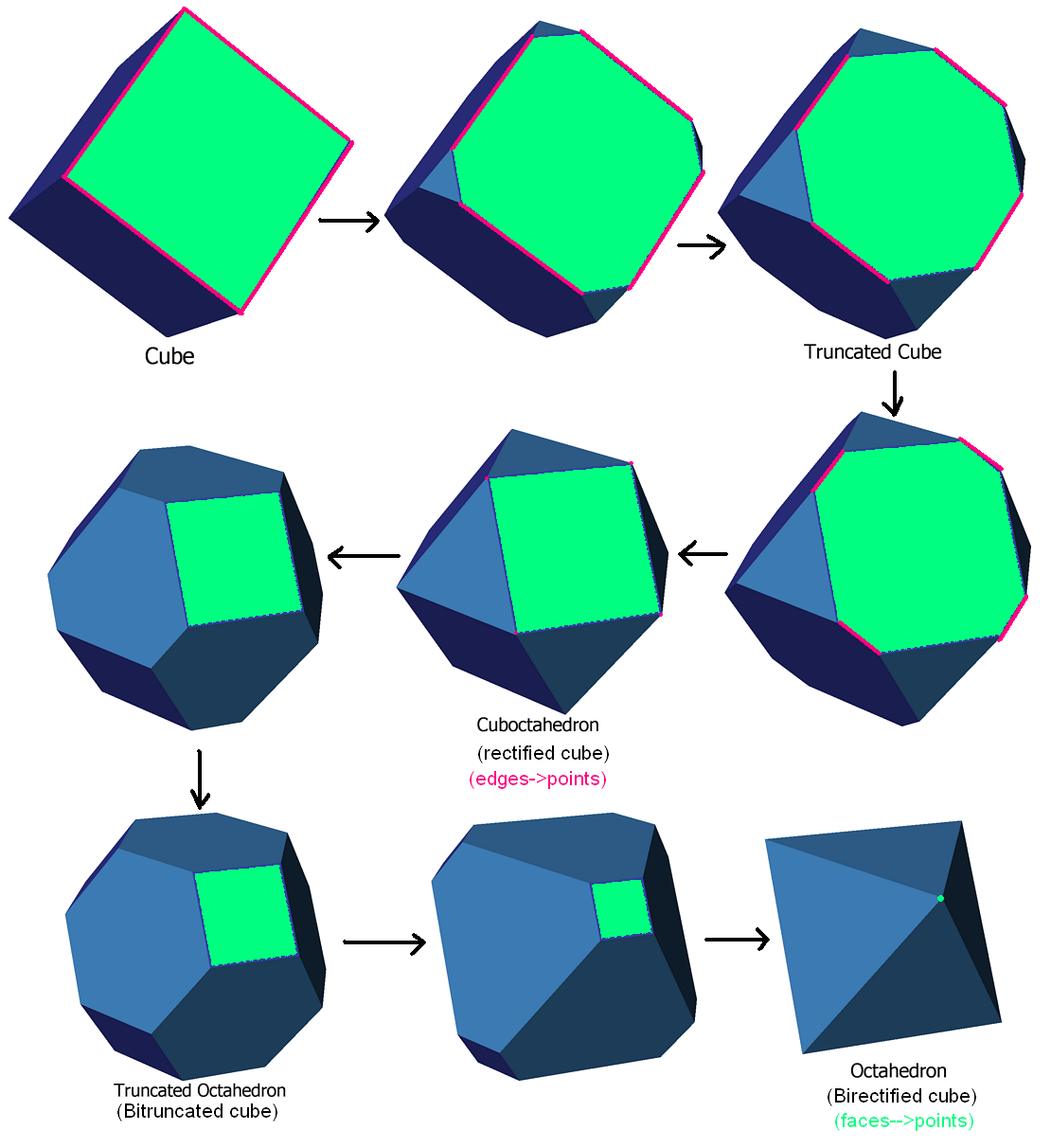
Successió de Truncaments que passa des d'un cub fins al seu octàedre dual.

En geometria, el políedre dual d'un políedre P és un políedre Q, obtingut mitjançant l'intercanvi dels papers dels vèrtexs i les cares de P. El dual de Q és altre cop P.
Si P i Q tenen la mateixa estructura combinatòria, P s'anomena autodual. Entre els 5 sòlids platònics, el tetràedre és autodual, mentre que el cub i l'octàedre són d'un dual de l'altre, igual com licosàedre i el dodecàedre també són duals l'un de l'altre.
El dual d'un sòlid arquimedià és un sòlid de Catalan.

## Definicions
No existeix una definició unívoca de políedre dual que funcioni per a tots els políedres. Hi ha dues nocions, una combinatòria i l'altra mètrica, que en general coincidixen en els poliedres més regulars.

### Dualitat combinatòria
Des del punt de vista combinatori, dos poliedres {\displaystyle P} i {\displaystyle Q} són duals si existeix una correspondència biunívoca {\displaystyle T} entre els conjunts de vèrtex, arestes i cares de {\displaystyle P} i {\displaystyle Q} que inverteix les adjacències. Més precisament:
1. {\displaystyle T} associa respectivament a un vèrtex, aresta o cara de {\displaystyle P} una cara, aresta o vèrtex de {\displaystyle Q};
2. Una cara {\displaystyle C} de {\displaystyle P} incideix en una aresta {\displaystyle A} si i només si l'aresta {\displaystyle T(A)} incideix en el vèrtex {\displaystyle T(C)}; viceversa, una aresta {\displaystyle A} incideix en un vèrtex {\displaystyle V} de {\displaystyle P} si i només si la cara {\displaystyle T(V)} incideix en {\displaystyle T(A)}.

Aquesta dualitat s'anomena dualitat combinatòria. La dualitat combinatòria no té en compte les mides dels políedres, és a dir el seu volum, la longitud de les seves arestes, o els angles formats per elles.
Si {\displaystyle P} és un políedre convex, un dual combinatori s'obté traint un punt intern a cada cara que farà de vèrtex i prenent l'evolvent convexa d'aquests punts. Des del punt de vista mètric el dual depèn de la tria dels punts, però no des del punt de vista combinatori.

### Dualitat mètrica
Des del punt de vista mètric, dos políedres {\displaystyle P} i {\displaystyle Q} són duals si s'obtenen l'un de l'altre per una inversió circular respecte d'una esfera {\displaystyle E}. En aquest cas es parla de dualitat mètrica.
Molts sòlids, com els sòlids regulars o els sòlids arquimedians, tenen un "centre" {\displaystyle O}. En aquest cas, el dual del sòlid es considera generalment el dual mètric segons qualsevol esfera centrada en {\displaystyle O}. Esferes amb radis diversos donen lloc a políedres semblants: els políedres duals queden completament definits des del punt de vista mètric tret d'una relació de semblança.

## Construcció de Dorman Luke
Per a tot políedre uniforme, les cares del políedre dual mètric es poden trobar a partir dels vèrtexs del políedre original fent servir la construcció de Dorman Luke. Aquesta construcció va ser descrita per primer cop per Cundy i Rollett (1961) i més tard generalitzada per Magnus Wenninger (1983).
Per exemple, aquí es té la figura de truncar el vèrtex (vermell) del cuboctàedre i es fa servir per obtenir una cara (blau) del dodecàedre rombic.
Abans de començar la construcció, s'obté la figura del vèrtex ABCD a base de tallar cada aresta incident (en aquest cas) al seu punt mitjà.
Llavors se segueix la construcció de Dorman Luke:
1. Dibuixar la circumferència circumscrita (tangent a cada aresta).
2. Traçar les línies tangents a la circumferència circumscrita a cada aresta A, B, C, D.
3. Marcar els punts E, F, G, H, on cada línia interseca la línia adjacent.
4. El polígon EFGH és una cara del políedre dual.

La mida de la figura del vèrtex' s'ha triat de forma que la seva circumferència circumscrita romangui en l'esfera inscrita del cuboctàedre, la qual també esdevé l'esfera inscrita del dodecàedre ròmbic dual.
La construcció de Dorman Luke només es pot fer servir en políedres tals que tenen esfera inscrita i la figura dels vèrtexs és cíclica, és a dir en políedres uniformes.

## Poliedres duals

### Sòlids platònics
| El dual d'un tetràedre és el tetràedre |                                         |
| El dual del tetràedre és el tetràedre  |                                         |
| dual del cub                           | dual de l'octàedre                      |
| El dual del cub és l'octàedre          | El dual de l'octàedre és el cub         |
| dual del dodecàedre                    | dual de l'icosàedre                     |
| El dual del dodecàedre és l'icosàedre  | El dual de l'icosàedre és el dodecàedre |

### Sòlids arquimedians
| sòlid                   |                         | dual                       |                            |
| ----------------------- | ----------------------- | -------------------------- | -------------------------- |
| tetràedre truncat       | tetràedre truncat       | tetràedre triakis          | Tetràedre triakis          |
| cub truncat             | Cub truncat             | octàedre triakis           | octàedre triakis           |
| octàedre truncat        | octàedre truncat        | Cub tetrakis               | Cub tetrakis               |
| cuboctàedre             | cuboctàedre             | dodecàedre ròmbic          | Dodecàedre ròmbic          |
| rombicuboctàedre        | rombicuboctàedre        | icositetràedre trapezoïdal | icositetràedre trapezoïdal |
| cuboctàedre truncat     | Cuboctàedre truncat     | octàedre hexaquis          | octàedre hexaquis          |
| cub xato                | cub xato                | icositetràedre pentagonal  | icositetràedre pentagonal  |
| dodecàedre truncat      | dodecàedre truncat      | icosàedre triakis          | icosàedre triakis          |
| icosàedre truncat       | icosàedre truncat       | dodecàedre pentakis        | dodecàedre pentakis        |
| icosidodecàedre         | icosidodecàedre         | triacontàedre ròmbic       | triacontàedre ròmbic       |
| rombicosidodecàedre     | rombicosidodecàedre     | hexacontàedre pentagonal   | hexacontàedre pentagonal   |
| icosidodecàedre truncat | icosidodecàedre truncat | icosàedre hexakis          | icosàedre hexakis          |
| dodecàedre xato         | dodecàedre xato         | hexacontàedre pentagonal   | hexacontàedre pentagonal   |

### Políedres de Kepler-Poinsot
| sòlid                    |                          | dual            |                 |
| ------------------------ | ------------------------ | --------------- | --------------- |
| petit dodecàedre estelat | petit dodecàedre estelat | gran dodecàedre | gran dodecàedre |
| gran dodecàedre estelat  | gran dodecàedre estelat  | gran icosàedre  | gran icosàedre  |

## Dualitat entre cúpules geodèsiques
| Cúpula geodèsica com a triangulació | Cúpula geodèsica | La cúpula dual té l'aspecte d'un rusc | cúpula dual |